# 삼성 몬디
삼성 몬디(Samsung Mondi, Samsung SWD-M100)은 삼성전자가 2009년에 출시한 모바일 인터넷 디바이스이다.